# Granrudmoen
Granrudmoen ist eine Ortschaft in der norwegischen Kommune Øyer in der Provinz (Fylke) Innlandet. Der Ort hat 1719 Einwohner (Stand: 1. Januar 2024).

## Geografie
Granrudmoen ist ein sogenannter Tettsted, also eine Ansiedlung, die für statistische Zwecke als eine städtische Siedlung gewertet wird. Der Ort liegt nahe der Südgrenze der Kommune Øyer am Lågen, der durch das Tal Gudbrandsdalen fließt. Rund 15 Kilometer südlich von Granrudmoen befindet sich die Stadt Lillehammer. Granrudmoen erstreckt sich weitgehend am Lågen-Ostufer. Ein kleinerer Teil des Tettsteds Granrudmoen liegt am Westufer.
In der Tettsted-Statistik für das Jahr 2020 wurden Granrudmoen und der nur etwas weiter nördlich gelegene Ort Øyer als ein Tettsted gezählt. Für die Statistik des Jahres 2021 wurden die beiden Tettsteder wieder einzeln geführt. Für die Statistik des Jahres 2022 wurde Øyer Teil des Tettsteds Granrudmoen.

## Verkehr
Durch den östlichen Teil von Granrudmoen führt in Nord-Süd-Richtung die Europastraße 6 (E6). Die Straße stellt Richtung Süden die Anbindung an die Stadt Lillehammer her. Eine Brücke, die über den Lågen führt, verbindet den östlichen und westlichen Ortsteil von Granrudmoen im Süden. Auch im früheren Tettsted Øyer führt eine Brücke über den Lågen. Im Westen des Lågens verläuft der Fylkesvei 2532. Am Westufer verläuft zudem die Bahnlinie Dovrebanen. Die Linie hat etwas weiter südlich, nahe dem Freizeitpark Hunderfossen in der Nachbarkommune Lillehammer, mit dem Haltepunkt Hunderfossen ihren nächstgelegenen Haltepunkt.